# Spanking

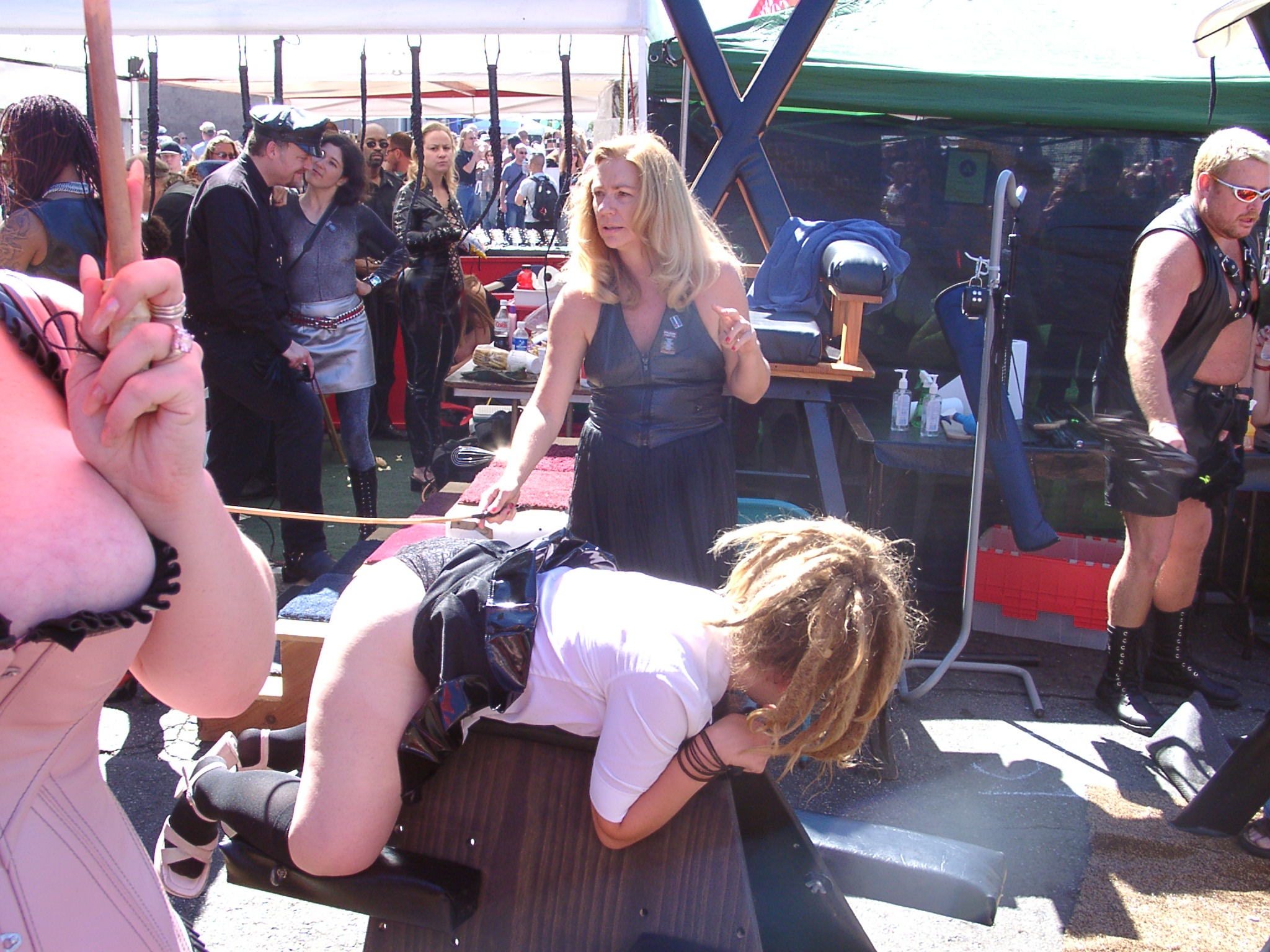
San Francisco, Folsom Street Fair 2004

Lo spanking (sculacciata), noto anche come spankophilia, è un gioco erotico che consiste nello sculacciare il partner allo scopo di provocare l'eccitazione sessuale di entrambe o anche di una sola delle due parti in causa. Lo spanking è di norma considerato una delle discipline tipicamente appartenenti al BDSM (sadomasochistiche in particolare) ma non tutti i praticanti la interpretano in tal modo; per alcuni infatti tale pratica può essere considerata gratificante anche all'interno di una relazione sessuale tradizionale o addirittura al di fuori di ogni contesto di coppia, come pratica del tutto a sé stante.
La pratica della sculacciata erotica è comunemente combinata con altre forme di preliminari sessuali, quali ad esempio il sesso orale; ma può anche esser combinato col bondage, al fine d'aumentar l'eccitazione ed il senso di sottomissione. Le forme più "avanzate" di spanking, come il switching, paddling, belting, bastonatura, flagellazione e birching comportano invece della mano l'uso d'un attrezzo apposito. Molte antichissime culture descrivono d'altra parte il dolore fisico come altamente afrodisiaco, ad esempio il Kāma Sūtra vi si sofferma con particolare accuratezza, descrivendo nei dettagli su come colpire correttamente il partner durante il rapporto sessuale.

## Storia e letteratura

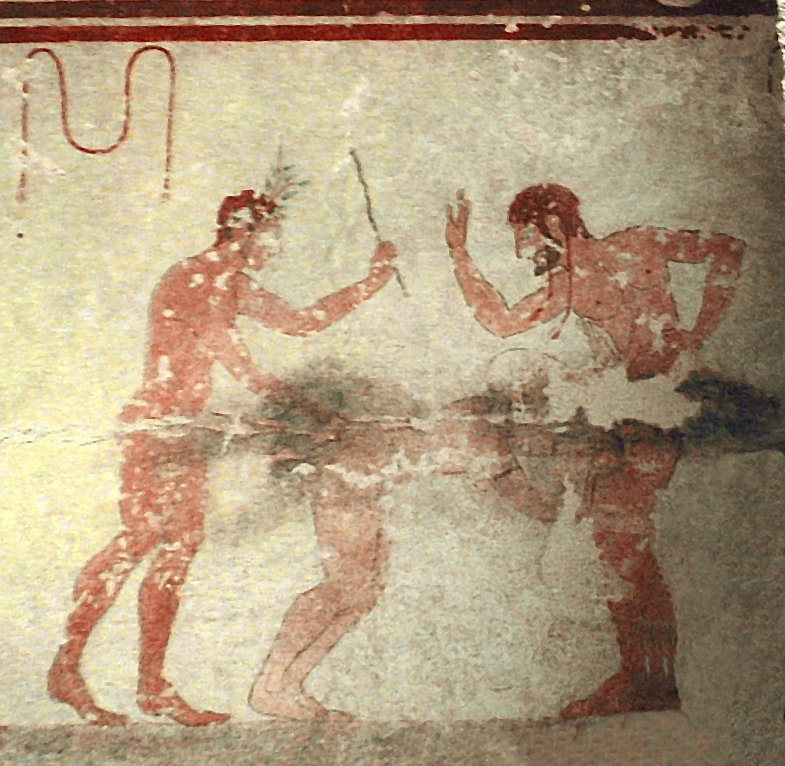
Dipinto presente nella Tomba delle fustigazioni a Tarquinia, necropoli etrusca

Le origini, la portata ed il "valore" da attribuire alla sculacciata come consensuale pratica erotica rimangono in gran parte occultati ai più, e la sua storia, esistente fin dalle epoche più remote, quasi del tutto sconosciuta. Raffigurazioni di flagellazioni a scopo sessuale si trovano all'interno di tombe etrusche databili al VI secolo a.C., denominate per l'occasione Tomba della fustigazione.
Coloro che sono interessati alla pratica del dare o ricevere sculacciate son detti in ambito anglosassone spankophiles: un esempio in tal senso lo abbiamo dal poeta Algernon Swinburne (più volte implicita nella sua poesia è tal pratica).
Famose sono poi Le confessioni di Jean-Jacques Rousseau della seconda metà del Settecento in cui il filosofo, nel primo capitolo dell'opera, parlando della sua infanzia racconta di quando fu sculacciato per la prima volta dalla cameriera di casa per una marachella commessa: da allora e per tutta la vita seguitò poi a cercar questa (a suo dire) deliziosa forma di punizione che doveva essergli inflitta rigorosamente da una giovane donna..
"La Signorina Lambercier, nostra tutrice, esercitava in tutto su di noi l'autorità di una madre, anche per infliggerci la punizione classica data ai bambini... Chi avrebbe mai detto che questa disciplina infantile, ricevuta all'età di otto anni dalle mani di una donna di trenta, dovesse influenzar così tanto le mie propensioni, i miei desideri, tutte le mie passioni per il resto dell'esistenza... Cadere ai piedi d'una padrona imperiosa ed esser messo sulle sue ginocchia, del tutto inerme e scoperto a lei, obbedendo ai suoi ordini ed implorando perdono, sono stati per me i godimenti più squisiti; e più il mio sangue s'è infiammato sforzandosi in fervide fantasie e più ho acquisito l'aspetto d'un amante piagnucolante"
Il marchese de Sade descrive questa pratica nei suoi romanzi, così come lo scrittore austriaco Leopold von Sacher-Masoch.
Per avvicinarsi a tempi più recenti, la stragrande maggioranza della pornografia inglese dell'epoca vittoriana è costituita da centinaia di migliaia d'incisioni e fotografie di donne e uomini frustati e/o sculacciati. Ma non mancano neppure, per tutto l'800 (quando i giochi di sottomissione sessuale d'un uomo verso la donna eran definiti come vizio inglese) molteplici e variegate rappresentazioni letterarie di flagellazione (birching) e spanking: i romanzi erotici dell'epoca The whippingam papers, The birchen bouquet ed Exibition of female flagellants, assieme all'opera buffa pornografica Lady Bumtickler's revels hanno alimentato le fantasie d'intere generazioni.
Di molti personaggi noti è stata scoperta, solo dopo la morte, questa loro predilezione e gusto particolare, tra cui il più famoso di tutti è certamente T.E. Lawrence (Lawrence d'Arabia). Un moderno romanzo francese del 1988 è intitolato L'arte della sculacciata. La sculacciata è presente spesso e volentieri nella letteratura erotica, passata e contemporanea.

### Rappresentazioni artistiche
Della pratica erotica dello spanking possiamo trovar tracce fin dall'antichità romana, si possono citar come esempio gli affreschi che si trovano a Pompei ed il romanzo di Petronio Satyricon.
Un celebre dipinto di Max Ernst del 1926 è intitolato La Madonna sculaccia Gesù bambino. C'è' poi un film erotico francese del 1976 di Claude Bernard-Aubert; Spanking è una canzone di George Brassens del 1966 in cui narra di come una sculacciata somministrata come punizione corporale possa trasformarsi in gioco erotico. Milo Manara ha illustrato un'opera erotica di Jean-Pierre Enard intitolata L'arte dello spanking
Un libro di Pierre Gripari si chiama Il mercante di sculacciate: in questa storia si racconta di come un "somministratore di sculacciate" si trovi ad aver la somma sfortuna di vivere in un paese dove i bambini non commettono mai marachelle, e pertanto i genitori non debbono mai richieder il suo aiuto correttivo. In tal modo nessuno ha mai bisogno dei suoi servigi e lui rischia di morir di fame: ma il bisogno aguzza l'ingegno, e troverà presto una felice soluzione.

## Generalità e pratica
In altre culture sculacciare le donne fino ed oltre l'età adulta, da parte del maschio capo famiglia (padre, marito, fratello maggiore) continua ad esser ancor oggi uso e costume comune ed approvato di disciplina domestica. È difatti convinzione che l'uomo in quanto guida dell'istituzione famiglia abbia il diritto, oltre che il dovere, di punire adeguatamente moglie e figli quando se ne presenti il giusto motivo.
Nella maggior parte dei paesi occidentali moderni, questa pratica di coercizione fisica ha finito col tempo per esser considerata illegittima, oltreché socialmente inaccettabile, in quanto violenza domestica e abuso. Punizioni corporali di routine da parte di mariti nei confronti delle mogli esiste tuttavia in alcune parti del mondo in via di sviluppo (e si verifica ancora, in casi isolati, anche nei paesi occidentali).
È rimasta al giorno d'oggi come modo consensuale di erotizzazione del rapporto di coppia in ambito privato e che prelude al sesso più completo; il suo uso è specifico all'interno della galassia SM più soft
Il tipo più comune di spanking viene somministrato sulle natiche scoperte: è eseguito principalmente usando le mani nude, ma spesso ci si può avvalere anche di una varietà di strumenti specifici quali: palette, canne di legno o cuoio, cinture, righelli scolastici, frustini, (Paddle, Cane, Hairbrush, Ruler, Strap); ma anche altri strumenti sono molto popolari, tra i quali possiamo certamente citare rami flessibili di betulla, fruste e frustini, scarpe da ginnastica o zoccoli, spazzole per capelli, padelle da cucina, giornali arrotolati ed infine anche il martinet (un flagello a più strisce di pelle dura).

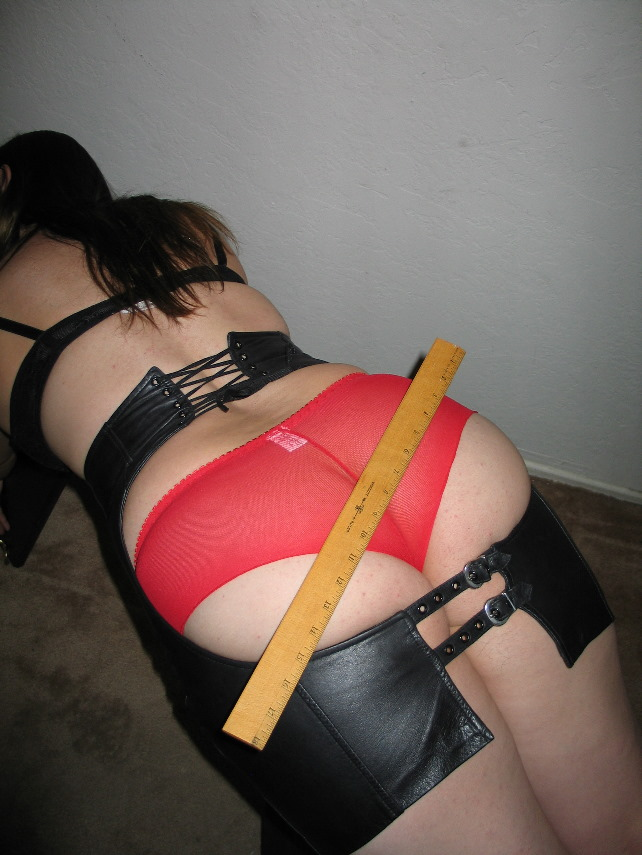
Una spank skirt, un capo di abbigliamento utilizzato in questo tipo di giochi erotici

### Posizioni
La posizione classica è quella Over the Knee(OTK), ovvero con il partner sottomesso alla sculacciata (Spankee) posto sulle ginocchia del partner dominante sculacciatore (Spanker). Altre posizioni vedono colui, o colei, che riceve la sculacciata appoggiato alla spalliera di una sedia o poltrona con il busto piegato in avanti a 90°, oppure toccarsi le caviglie con le mani, o in tante altre posizioni anche in relazione allo strumento utilizzato.
La posizione può anche esser scelta per aumentar certi effetti specifici, quali l'aumento dell'umiliazione e del sentirsi completamente alla mercé dell'altro; questi sentimenti s'aggiungono così alla semplice sofferenza fisica, accrescendo alla fine il soddisfacimento.

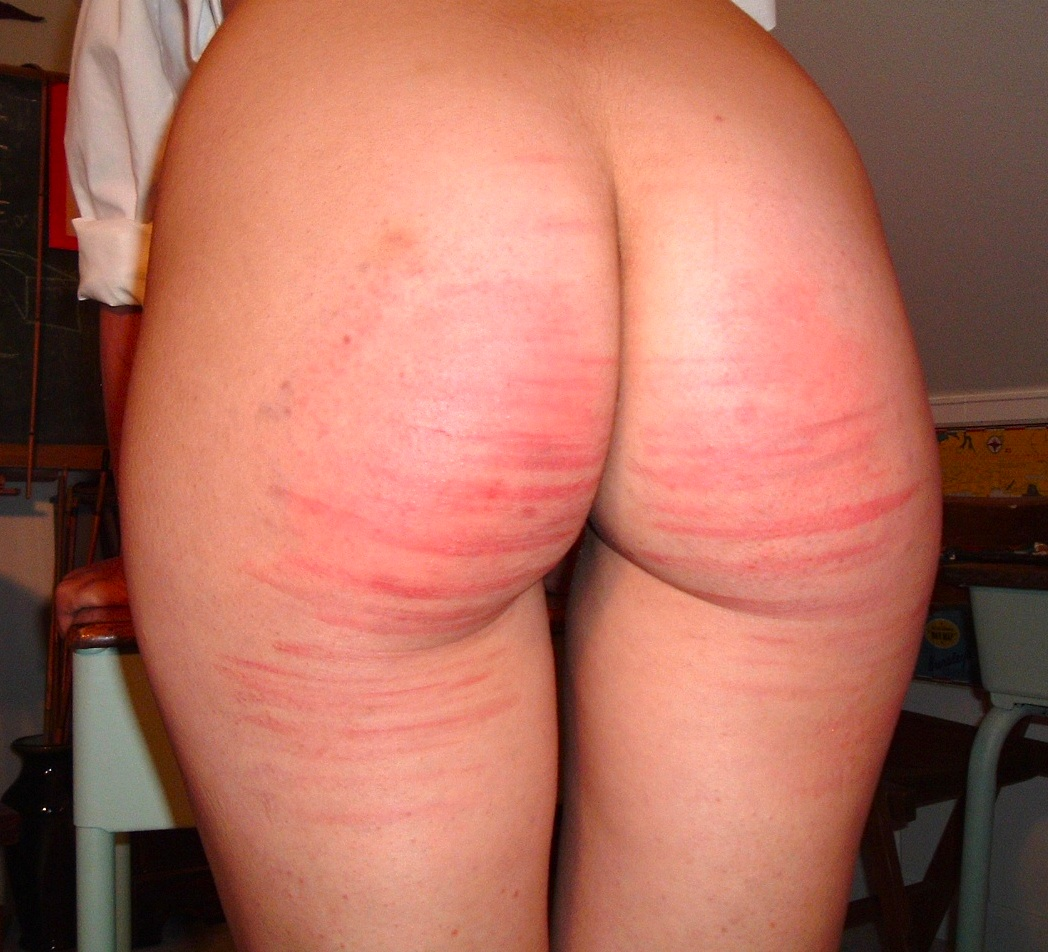
Delle natiche femminili dopo una bastonatura

### Ruoli

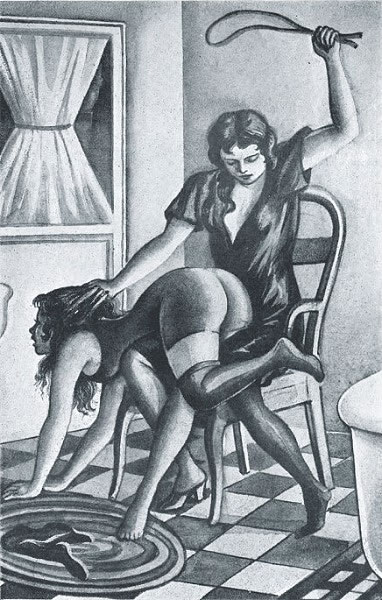
Illustrazione erotica; una donna che sculaccia un'altra donna.

Quando sono gli uomini che sculacciano le donne (M/F = Male on Female) a volte richiedono ch'esse si travestano da studentesse, oppure che giochino a fare la "sorellina", la "segretaria", l'"infermiera" interpretando fino in fondo un ruolo che rende tutto più eccitante. In questi giochi la donna viene sculacciata per punizione, per qualcosa che ha commesso o per una mancanza. Lei inizialmente non accetta la punizione e tenta di ribellarsi ma alla fine cede ed offre il fondoschiena all'uomo per ricevere la sculacciata.
Quando è invece la donna (femdom che sculaccia l'uomo (F/M = Female on Male) questa sarà la maestra o la madre severa, la domestica o baby sitter, la sorella maggiore o, nello specifico BDSM, la mistress-padrona.
In alcuni casi lo spanking può essere applicato come forma di correzione fisica all'interno di una relazione di dominazione, in cui il partner dominante, detto Master o Mistress, assume il compito di educatore o addestratore nei confronti del partner sottomesso, detto slave. In questi casi non necessariamente la pratica dello spanking comporta l'eccitazione sessuale di uno dei partner, ma può concretizzarsi in una vera e propria forma di tortura intenzionalmente diretta a provocare l'umiliazione psicologica (causata ad es. dall'esposizione imbarazzante e coattiva delle proprie parti intime al di fuori di un contesto sessuale) o il dolore fisico, anche persistente, nel soggetto che vi viene sottoposto.

### Costume da spanking
La spank skirt (gonna da sculacciata) ha un'apertura aggiuntiva sul retro progettata espressamente per esporre più facilmente e velocemente il sedere al momento dello spanking: tipicamente aderente e realizzata con materiali di pelle sintetica (PVC, lattice), è considerata una delle vesti classiche del fetish in ambito BDSM.

### L'inginocchiatoioo panca per l'esecuzione dello spanking

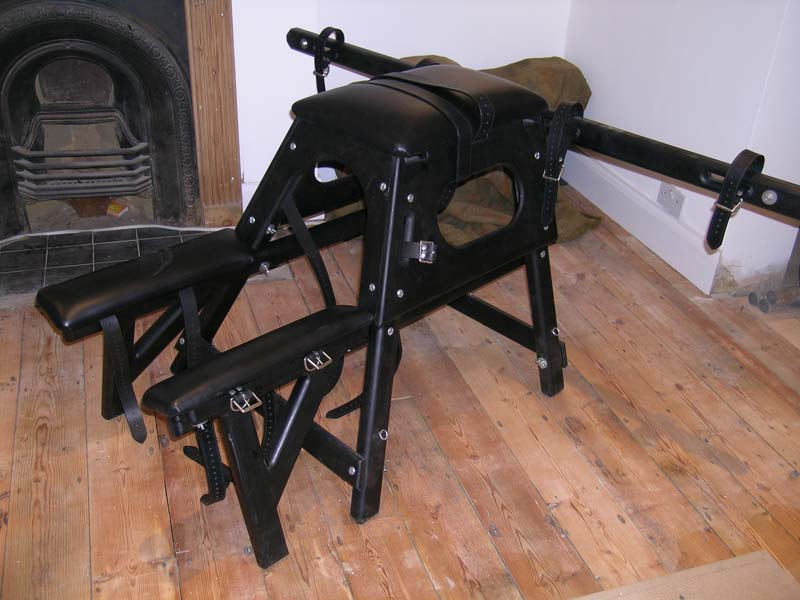
Una panca per l'esecuzione dello spanking

La "panchina" o "cavallo per lo spanking" è un mobile utilizzato per posizionare lo Spankee, e può essere con o senza legacci: disponibile in varie dimensioni e stile, anche se il tipo più popolare è quello simile ad un cavalletto con la parte superiore su cui ci si appoggia imbottita ed anelli o corde ai lati per imprigionare.
Familiarmente chiamato l'inginocchiatoio, in ricordo dell'uso comune medioevale monastico di fustigare o sculacciare i novizi e/o postulanti nei conventi proprio adagiandoli su un inginocchiatoio.
Teresa Berkley nel 1828 è divenuta famosa per la sua invenzione del Cavallo Berkley, un apparecchio di forma simile al cavalletto utilizzato per il salto sportivo

## Aspetti psicologici
Molto cospicui sono gli studi sulla correlazione fra le pratiche di masochismo o sadismo, come lo spanking, e traumi, autolesionismo, attaccamento e abusi. In particolare, l'individuo che sceglie di assoggettarsi a pratiche di spanking, risulta mosso da un comportamento psicologico la cui causa emotiva è, a sua volta, il senso di colpa.